# Nieszki
Nieszki – wieś w Polsce położona w województwie podlaskim, w powiecie suwalskim, w gminie Bakałarzewo.
| SIMC    | Nazwa     | Rodzaj    |
| ------- | --------- | --------- |
| 0753366 | Nowy Dwór | część wsi |

Już w V-VI wieku naszej ery mieszkali tu ludzie. Zachowało się po nich przynajmniej siedem kurhanów. Wieś założył chyba szlachcic o nazwisku Nieszka. Miejscowość istniała już w 1558 roku, gdy wspomniano Macieja Murszę z Niesków, W 1599 roku Maryna Massalska ofiarowała wieś na własność dla parafii Raczki. W 1775 roku było tu 9 dymów. W 1789 roku we wsi mieszkało 55 osób. 
Wieś położona była w końcu XVIII wieku w powiecie grodzieńskim województwa trockiego. W latach 1975–1998 miejscowość administracyjnie należała do województwa suwalskiego.
Najstarsza znana wzmianka dotycząca tej miejscowości pochodzi z 1558 roku. 
W okresie międzywojennym stacjonowała tu placówka Straży Celnej „Nieszki”.
W okresie okupacji niemieccy wojskowi kwaterowali się w domach mieszkańców wsi Nieszki. Nieszkowianie zostali dwukrotnie wypędzeni ze swoich siedlisk (pierwszy raz w 1941 r., drugi - w 1944 r.).